# Pilosocereus arrabidae
Pilosocereus arrabidae är en kaktusväxtart som först beskrevs av Lem., och fick sitt nu gällande namn av Byles och Gordon Douglas Rowley. Pilosocereus arrabidae ingår i släktet Pilosocereus och familjen kaktusväxter. Inga underarter finns listade i Catalogue of Life.

## Bildgalleri

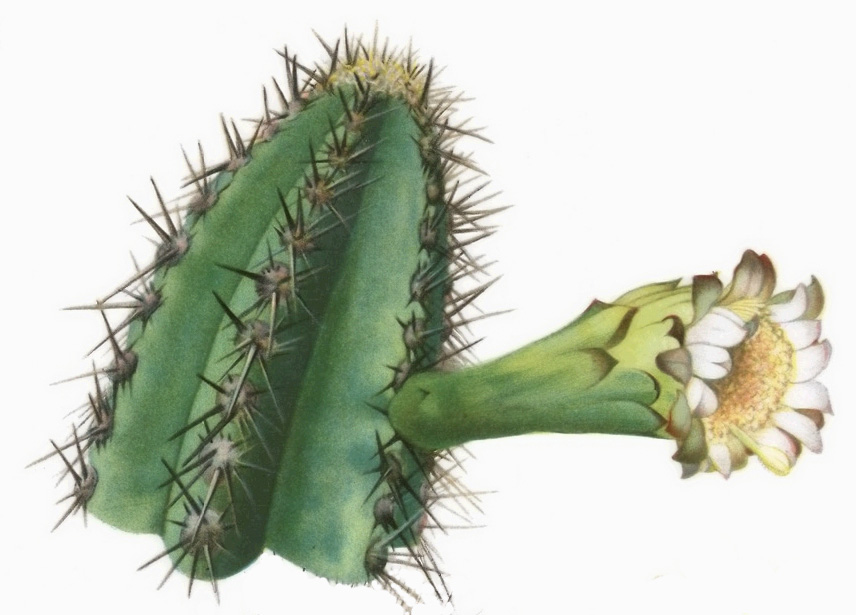